# マゾム
マゾム（Mathom）とは、「すぐに使う予定は無いけど、捨てる事のできない物品」を指す呼び名。

## 概要
マゾムとは、J.R.R.トールキンが創作した架空の種族であるホビットの風習として、自分の住居に溜め込まれた「捨てるに捨てられないガラクタ」を指して用いられた言葉である。ゆえにトールキンの造語とみなされる。
語源としては古英語（→英語史）の māþum に由来するとされ、その意味は“貴重なもの・宝物・高価な贈り物”である。
これに分類される物品は様々で、古い玩具や使わない家具、やはり使う充ての無い食器や衣服といった日用品である場合が多い。しかしながらこの中には、長らく平和なホビット庄において無用と成り果てた武器（武具）も含まれ、これらは何かのお祝いなどの名目で方々でプレゼントされあったりしている。
ホビット庄大堀町には、このマゾムを集めた通称マゾム館という博物館があり、ここには様々な由来のあるマゾムが収蔵・展示されている。

### 指輪物語関連
『指輪物語』の冒頭、ホビットという種族の説明の中にマゾムという言葉が現れる。これによればホビットは、「今すぐ使うあてはないけれど、捨ててしまう気にはなれないもの」を指して何でもかんでもマゾムと呼び習わし、自分の住む住居（ホビット族は基本的に、よく手入れされた快適な内装を持つトンネルを住居としている）に溜め込んでいるとされる。素朴で牧歌的、かつ家族で定住する性質の強いホビットたちは、先祖代々より受け継いだ住居の方々に、これまた先祖所縁のマゾムを貯め込んでいる。
なお、ビルボ・バギンズ、フロド・バギンズが使用したミスリルの胴着（→スマウグ）とつらぬき丸は、後にマゾム館でしばらく展示された事もあったようだ。